# Wojciech Szczerba
Wojciech Szczerba (ur. 23 kwietnia 1971) – polski teolog i filozof klasyczny, profesor nadzwyczajny i rektor Ewangelikalnej Wyższej Szkoły Teologicznej we Wrocławiu.

## Życiorys
Uzyskał tytuł magistra teologii w Chrześcijańskiej Akademii Teologicznej w Warszawie. W 2000 r. na podstawie rozprawy pt. Filozoficzne źródła koncepcji apokatastasis we wczesnej myśli chrześcijańskiej uzyskał na Wydziale Nauk Społecznych Uniwersytetu Wrocławskiego stopień doktora nauk humanistycznych w zakresie filozofii. W 2009 r. na tym samym Wydziale nadano mu stopień doktora habilitowanego w zakresie filozofii. Stanowisko rektora EWST objął w 2007 roku. Redaktor naczelny czasopisma naukowego Theologica Wratislaviensia.
Jest Sekretarzem Zarządu Unii Ewangelikalnej w Rzeczypospolitej Polskiej.

## Główne publikacje
- Koncepcja wiecznego powrotu w myśli wczesnochrześcijańskiej, Wrocław 2001
- A Bóg będzie wszystkim we wszystkim... Apokatastaza Grzegorza z Nyssy - tło, źródła, kształt koncepcji, Kraków 2008
- W poszukiwaniu godności. Człowiek w świetle formatywnych metafor, Wydawnictwo Marek Derewiecki, Kęty 2025, ISBN:  978-83-68182-14-9

## Literatura
Tadeusz J. Zieliński, Protestantyzm ewangelikalny. Studium specyfiki religijnej, Warszawa 2013, s. 350.